# Lärchen-Krebsbecherchen
Das Lärchen-Krebsbecherchen (Lachnellula willkommii) ist eine Pilzart aus der Familie der Lachnaceae.

## Merkmale

### Makroskopische Merkmale
Der 1–3 mm, in Ausnahmefällen auch bis 5 mm breite, kurz gestielte Fruchtkörper ist jung pokalförmig, im Alter becher- bis schüsselförmig werdend und in trockenem Zustand stark eingerollt. Die Fruchtschicht ist glatt, dottergelb bis orange. Die Außenseite und der Rand der Fruchtkörper sind dicht mit weißen Haaren besetzt.

### Mikroskopische Merkmale
Die Art hat elliptisch-spindelige, glatte durchscheinende (hyaline) Sporen, die 18–20 µm lang und 7–8 µm breit werden. Die Asci werden 120 µm lang und 10–11 µm breit, sie werden mit Iodreagenz schwach blau, die Sporen sind einreihig (uniserat) im Ascus angeordnet. Die Paraphysen sind fädig und septiert, sie überragen die Asci. Die Haare der Außenseite sind durchscheinend dünnwandig, mehrfach septiert und fein inkrustiert.

## Artabgrenzung
Lärchen-Nadelholzhaarbecherchen: Er sieht dem Lärchen-Krebsbecherchen sehr ähnlich, lebt aber ausschließlich saprobiontisch auf toten, berindeten Ästchen der Lärche. Er hat etwas kleinere Ascosporen als L. willkommii, nämlich 14–22 lange und 4–6 µm breite Sporen.

## Ökologie
Das Lärchen-Krebsbecherchen lebt parasitisch auf hängenden Ästen von Lärchen auf oder in unmittelbarer Nähe von Krebswucherungen. Die Verbreitung erfolgt durch die Sporen, die Infektion erfolgt an Blattnarben der Kurztriebe, teilweise auch über Frostwunden an Langtrieben. Das im Rindengewebe stammabwärts wachsende Mycel löst die Krebswucherungen aus.

## Bedeutung
Das Lärchen-Krebsbecherchen verursacht besonders an Europäischer Lärche den Lärchenkrebs, eine Form des Baumkrebses.